# Flanders Red Ale
Flanders Red Ale é um tipo de cerveja azeda produzida maioritariamente na Bélgica. Passa por fermentação com outros gêneros de micro-organismos , mais propriamente os Lactobacillus, produzindo um caráter azedo atribuível ao ácido láctico. Esta cerveja local da região oeste de Flandres, tipicamente produzida pela cervejaria Rodenbach, estabelecida em 1820 em Flandres mas refletindo tradições mais antigas. A cerveja é envelhecida por até 2 anos, geralmente em barrils de carvalho que contém bactérias responsáveis pelo azedo da cerveja. Era comum na Bélgica e na Inglatera misturar cervejas novas com antigas para balancear o azedo e o ácido característico da cerveja envelhecida. Embora a mistura de lotes para homogenização seja comum nas grandes cervejarias, este tipo de mistura está caindo em desuso. De aroma azedo e ácido vai do complementar ao intenso. A Flander Red não apresenta um aroma a lúpulo. O Diacetyl é perceptível somente em pequenas quantidades, se alguma, enquanto um aroma complementar. Um malte vermelho é utilizado para dar à cerveja a sua cor original. Ameixa, ameixa seca, passas e framboesa são os sabores mais comuns, seguidos por laranja e algumas especiarias. Todos as cervejas Flanders Red Ale possuem um sabor amargo ou evidentemente ácido, mas esta característica pode variar de moderada a forte. A cerveja Flanders possui um teor alcoólico entre os 5.0% e os 6.2%.